# Lorenz Johann Daniel Suckow

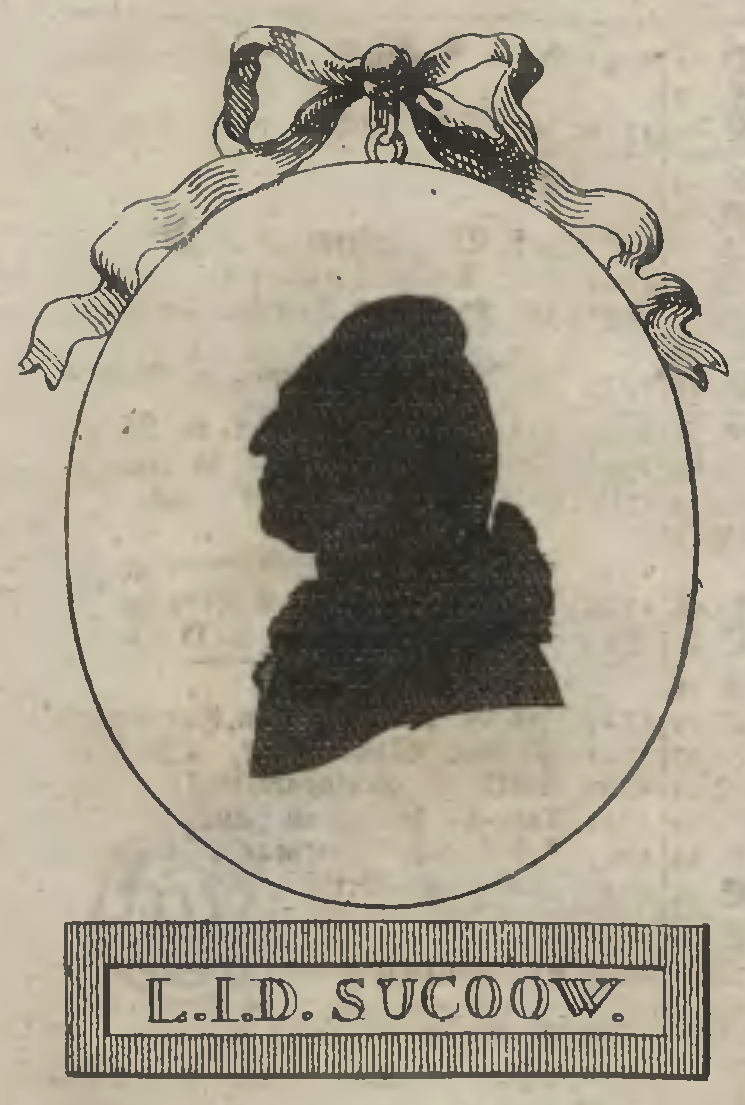
Schattenriss von Lorenz Johann Daniel Suckow

Lorenz Johann Daniel Suckow (* 19. Februar 1722 in Schwerin; † 16. August 1801 in Jena) war ein deutscher Naturforscher und ab 1756 ordentlicher Professor für Physik und Mathematik an der Universität Jena.

## Leben und Wirken
Lorenz Johann Daniel Suckow war der Sohn des Schweriner Dompredigers (Johann) Daniel Suckow (?–1726), sein Bruder war der Naturforscher und Erlanger Hochschullehrer Simon Gabriel Suckow (1721–1786).
Suckow studierte ab 1738 an der Universität Rostock Jura, beschäftigte sich jedoch auch mit Mathematik, Musik und Malerei. 1741 wechselte Suckow an die Universität Jena, wo er im Januar 1746 mit der Schrift De acquisitione haereditatis ejusque effectibus secundum jus naturae promoviert wurde. Im April darauf habilitierte er sich mit der Disputatio de expansione aeris per ignem für Mathematik und Physik (einschließlich der Baukunst). Aus seinen Vorlesungen als Privatdozent ging 1751 seine erste Schrift Ersten Gründe der bürgerlichen Baukunst hervor.
Eine 1754 ergangene Berufung an die Universität Erlangen schlug Suckow aus, nahm jedoch im gleichen Jahr eine Stelle am Hamburger Gymnasium an, die er 1755 antrat. Bereits ein Jahr später kehrte er nach Jena als ordentlicher Professor der Physik und Mathematik zurück. Im Sommersemester 1762 war er Rektor der Universität.
Suckow war seit 1745 Mitglied der Freimaurerloge Aux trois clefs d'or (Zu den drei goldenen Schlüsseln) in Halle (Saale). Er beteiligte sich früh an der Hochgradmaurerei (Strikte Observanz) und zählte zu den ersten Anhängern des Hochstaplers Johnson.
Seine Söhne sind die Naturforscher Georg Adolf Suckow und Wilhelm Karl Friedrich Suckow (1770–1848).

## Schriften (Auswahl)
- Erste Gründe der Bürgerlichen Baukunst. 1. Auflage, Jena 1751; 3. Auflage Jena 1781, (online)
- Entwurf einer Naturlehre. Jena 1761.
- Die Cameral-Wißenschafften. Jena 1767.
- Ersten Gründe der Kriegsbaukunst. Frankfurt/Leipzig 1769.
- Einleitung in die Forstwissenschaft. Jena 1775.
- Ursache von Ebbe und Fluth. Jena 1766.
- Bezeichnung der vornehmsten Pflanzen und ihrer Cultur, zum Vortheile der Oekonomie : zum akademischen Gebrauche entworfen. Akad. Buchh., Jena 4. Aufl. 1794. Digitalisierte Ausgabe der Universitäts- und Landesbibliothek Düsseldorf

## Nachweise